# Lick a Shot
Lick a Shot è un singolo del gruppo musicale statunitense Cypress Hill pubblicato per il solo mercato britannico nel 1994 come quarto estratto dal loro secondo album in studio Black Sunday.